# Afrikaspiele 2023/Schwimmen
Bei den Afrikaspielen 2023 in der ghanaischen Hauptstadt Accra fanden vom 9. bis 13. März 2024 im Schwimmen insgesamt 42 Wettbewerbe statt, davon je 20 bei den Männern und bei den Frauen, sowie zwei gemischte Staffelwettbewerbe. Austragungsort war der Borteyman-Sportkomplex.

## Bilanz

### Medaillenspiegel
| Platz  | Land      | Gold | Silber | Bronze | Gesamt |
| ------ | --------- | ---- | ------ | ------ | ------ |
| 1      | Südafrika | 17   | 16     | 13     | 46     |
| 2      | Ägypten   | 16   | 15     | 4      | 35     |
| 3      | Algerien  | 7    | 6      | 10     | 23     |
| 4      | Namibia   | 1    | 2      | 2      | 5      |
| 5      | Simbabwe  | 1    | 1      | 2      | 4      |
| 6      | Mauritius | 1    | —      | —      | 1      |
| 7      | Ghana     | —    | 1      | 1      | 2      |
| 8      | Senegal   | —    | —      | 3      | 3      |
| 9      | Botswana  | —    | —      | 2      | 2      |
| 9      | Sambia    | —    | —      | 2      | 2      |
| 11     | Angola    | —    | —      | 1      | 1      |
| 11     | Nigeria   | —    | —      | 1      | 1      |
| 11     | Uganda    | —    | —      | 1      | 1      |
| Gesamt | Gesamt    | 43   | 41     | 41     | 102    |

### Medaillengewinner
Männer
| Disziplin           | Gold | Silber                                                                                   | Bronze                                                              |
| ------------------- | --- | ---------------------------------------------------------------------------------------- | ------------------------------------------------------------------- |
| 50 m Freistil       | Ali Khalafalla | Clayton Jimmie                                                                           | Alexander Skinner                                                   |
| 100 m Freistil      | Clayton Jimmie | Alexander Skinner                                                                        | Abdalla Nasr                                                        |
| 200 m Freistil      | Marwan Elkamash | Abdalla Nasr                                                                             | Andrew Ross                                                         |
| 400 m Freistil      | Marwan Elkamash | Matthew Caldwell                                                                         | Cameron Casali                                                      |
| 800 m Freistil      | Marwan Elkamash | Matthew Caldwell                                                                         | Ali Ahmed                                                           |
| 1500 m Freistil     | Marwan Elkamash | Ali Ahmed                                                                                | Matthew Caldwell                                                    |
| 50 m Rücken         | Abdellah Ardjoune Jonas Pool-Jones                                                                                        | —                                                                                        | Steven Aimable                                                      |
| 100 m Rücken        | Abdellah Ardjoune | Denilson Cyprianos                                                                       | Jonas Pool-Jones                                                    |
| 200 m Rücken        | Denilson Cyprianos | Abdellah Ardjoune                                                                        | Helgaard Muller                                                     |
| 50 m Brust          | Jaouad Syoud | Youssef Elkamash                                                                         | Adrian Robinson                                                     |
| 100 m Brust         | Ronan Wantenaar | Jaouad Syoud                                                                             | Adrian Robinson                                                     |
| 200 m Brust         | Jaouad Syoud | Ronan Wantenaar                                                                          | Andrew Ross                                                         |
| 50 m Schmetterling  | Ali Khalafalla | Jackson Abeku Gyekye                                                                     | Jarden Eaton                                                        |
| 100 m Schmetterling | Abdalla Nasr | Jarden Eaton                                                                             | Jackson Abeku Gyekye                                                |
| 200 m Schmetterling | Abdalla Nasr | Fares Benzidoun                                                                          | Liam Vehbi                                                          |
| 200 m Lagen         | Jaouad Syoud | Andrew Ross                                                                              | Moncef Balamane                                                     |
| 400 m Lagen         | Jaouad Syoud | Ramzi Chouchar                                                                           | Liam Vehbi                                                          |
| 4 × 100 m Freistil  | SüdafrikaJarden Eaton Liam Vehbi Cameron Casali Jonah Pool-Jones                                                          | ÄgyptenAbdalla Nasr Ibrahim Shamseldin Marwan Elkamash Mohamed Derbala Abdel Rahman Atia | NigeriaColins Ebingha Clinton Opute Abduljabar Adama Tobi Sijuade   |
| 4 × 200 m Freistil  | ÄgyptenKarim Mahmoud Abdalla Nasr Ibrahim Shamseldin Marwan Elkamash                                                      | SüdafrikaMatthew Caldwell Cameron Casali Tumelo Mahan Andrew Ross                        | AlgerienMohamed Hamour Fares Benzidoun Jaouad Syoud Moncef Balamane |
| 4 × 100 m Lagen     | SüdafrikaJonah Pool-Jones Petrus Truter Jarden Eaton Clayton Jimmie Helgaard Muller Kaydn Naidoo Tumelo Mahan Andrew Ross | ÄgyptenMohamed Derbala Abdalla Nasr Ibrahim Shamseldin Marwan Elkamash                   | AlgerienMohamed Hamour Akram Ammar Moncef Benbara Youcef Bouzouia   |

Frauen
| Disziplin           | Gold                                                                    | Silber                                                               | Bronze                                                                            |
| ------------------- | ----------------------------------------------------------------------- | -------------------------------------------------------------------- | --------------------------------------------------------------------------------- |
| 50 m Freistil       | Farida Osman                                                            | Caitlin de Lange                                                     | Mia Phiri                                                                         |
| 100 m Freistil      | Caitlin de Lange                                                        | Farida Osman                                                         | Gloria Muzito                                                                     |
| 200 m Freistil      | Lojine Hamed                                                            | Hannah Mouton                                                        | Catherine van Rensburg                                                            |
| 400 m Freistil      | Catherine van Rensburg                                                  | Lojine Hamed                                                         | Hannah Mouton                                                                     |
| 800 m Freistil      | Catherine van Rensburg                                                  | Lojine Hamed                                                         | Majda Chebaraka                                                                   |
| 1500 m Freistil     | Catherine van Rensburg                                                  | Lojine Hamed                                                         | Rafaela Santo                                                                     |
| 50 m Rücken         | Caitlin de Lange                                                        | Tayla Jonker                                                         | Mia Phiri                                                                         |
| 100 m Rücken        | Sara El Sammany                                                         | Tayla Jonker                                                         | Donata Katai                                                                      |
| 200 m Rücken        | Anishta Teeluck                                                         | Tayla Jonker                                                         | Jessica Humphrey                                                                  |
| 50 m Brust          | Simone Moll                                                             | Kate Meyer                                                           | Nadine Abdallah                                                                   |
| 100 m Brust         | Simone Moll                                                             | Georgia Els                                                          | Hamida Nefsi                                                                      |
| 200 m Brust         | Hamida Nefsi                                                            | Kate Meyer                                                           | Georgia Els                                                                       |
| 50 m Schmetterling  | Farida Osman                                                            | Caitlin de Lange                                                     | Oumy Diop                                                                         |
| 100 m Schmetterling | Farida Osman                                                            | Nour Elgendy                                                         | Oumy Diop                                                                         |
| 200 m Schmetterling | Nour Elgendy                                                            | Leigh McMorran                                                       | Jasmine Eissa                                                                     |
| 200 m Lagen         | Georgia Els                                                             | Nour Elgendy                                                         | Hamida Nefsi                                                                      |
| 400 m Lagen         | Catherine van Rensburg                                                  | Hamida Nefsi                                                         | Kate Meyer                                                                        |
| 4 × 100 m Freistil  | ÄgyptenFarida Osman Lojine Hamed Nadine Abdallah Nour Elgendy           | AlgerienNesrine Medjahed Lilia Midouni Majda Chebaraka Imene Zitouni | SimbabwePaige van der Westhuizen Donata Katai Mikayla Makwabarara Vhenekai Dhemba |
| 4 × 200 m Freistil  | SüdafrikaKate Meyer Leigh McMorran Hannah Mouton Catherine van Rensburg | ÄgyptenRawan El Damaty Lojine Hamed Nadine Abdallah Nour Elgendy     | AlgerienNesrine Medjahed Lilia Midouni Majda Chebaraka Hamida Nefsi               |
| 4 × 100 m Lagen     | SüdafrikaCaitlin de Lange Tayla Jonker Hannah Mouton Simone Moll        | ÄgyptenFarida Osman Sara El Sammany Nadine Abdallah Nour Elgendy     | AlgerienNesrine Medjahed Lilia Midouni Imene Zitouni Hamida Nefsi                 |

Mixed
| Disziplin          | Gold | Silber | Bronze |
| ------------------ | --- | --- | --- |
| 4 × 100 m Freistil | SüdafrikaPetrus Truter Jarden Eaton Caitlin de Lange Tayla Jonker Simone Moll Hannah Mouton Jonah Pool-Jones Kaydn Naidoo | ÄgyptenAbdel Rahman Atia Farida Osman Nadine Abdallah Youssef Elkamash Jasmine Eissa Aly Mohamed Ahmed Karim Mahmoud Nour Elgendy | AlgerienHamida Nefsi Nesrine Madjahed Abdellah Ardjoune Jaouad Syoud Majda Chebaraka Mehdinazim Benbara Youcef Bouzouia |
| 4 × 100 m Lagen    | SüdafrikaGeorgia Els Caitlin de Lange Clayton Jimmie Andrew Ross Hannah Mouton Kaydn Naidoo                               | ÄgyptenAli Khalafalla Abdalla Nasr Farida Osman Nadine Abdallah Karim Mahmoud Ganat Soliman Hla Naanoush Mohamed Derbala          | AlgerienNesrine Madjahed Lilia Midouni Mehdinazim Benbara Jaouad Syoud Akram Ammar Jihane Benchdli Youcef Bouzouia      |